# خافضات سكر الدم
خافضات سكر الدم عبارة عن أدوية تستخدم لمعالجة مرض السكري عن طريق خفض نسبة الغلوكوز في الدم.
لمرض ارتفاع سكر الدم نمطين بحسب ضرورة استعمال الأنسولين للمريض؛
- النمط الأول: سببه تلف خلايا بيتا البنكرياسية المسؤولة عن إنتاج الأنسولين ونراه غالباً عند الشباب والأطفال ويحتاج هذا النمط لمعاوضة الأنسولين ويكون المصابين به معرضين للحماض الكيتوني إذا لم يأخذوا كفايتهم من الأنسولين ولهذا ينصح بالرقابة الذاتية لسكر الدم للأمان والضبط الجيد والمرونة العلاج.
- أما النمط الثاني فالأكثر شيوعاً ويسببه زيادة مقاومة الأنسولين (قلة الاستجابة له) من خلايا الجسم وتعطل إفراز الأنسولين من البنكرياس وبنسب متفاوتة بين مريض وآخر ولا يعتمد علاجه بالكلية على استعمال الأنسولين
- وتورد بعض المصادر نمط ثالث يحصل في بداية البلوغ هو وراثي المنشأ بالكلية ويشبه في بعض جوانبه النمط الثاني دون جوانب غيرها فمثلاً يحدث عند ناس غير بدينين.
- كما يوصف السكر الحملي بأنه النمط الرابع.

الأنسولين هو الهرمون الطبيعي والعامل الوحيد غير الفموي المستخدم لتخفيض سكر الدم، يستخدم أساسا في حالات السكري النوع الأول (بالإنجليزية: type I diabetes)‏، كما يستخدم في حالات النوع الثاني بعد أن تصبح العوامل الفموية غير فعالة.
والنسق العلاجي الموصى به من الأنسولين هو عدة جرعات تحت الجلد من مزيج أنسولين سريع أو سريع جداً (ليسبرو) مع أنسولين متوسط.
ويعطى الأنسولين السريع، ذو المحلول الرائق، (بالإنجليزية: Regular)‏ قبل الوجبة الطعامية بـ 20 إلى 30 دقيقة أما السريع جداً الليسبرو أو الأنسولين أسبارت فيعطى قبل الوجبة بـ 5 إلى 15 دقيقة (مثلاً قد يصف الطبيب ابتداءً هذا النسق العلاجي: قبل الفطور: مزيج من سريع أو سريع جداً مع متوسط، قبل وجبة الغداء: سريع أو سريع جداً، قبل النوم: متوسط)
الجرعة اليومية الكلية للأنسولين المعطى تحت الجلد تتراوح عادة من 0,3 إلى 0,5 وحدة لكل كيلوغرام من الوزن، يعطى ثلثيها صباحاً وثلثها مساءً وتكون من ثلثين من المتوسط التأثير أو الطويل التأثير وثلث من السريع أو السريع جداً.
- ملاحظة 1 توفر في الأسواق العالمية حديثاً نوع من الأنسولين أنسولين غلارجين (بالإنجليزية: glargine)‏ ونقطة اعتداله الكهربي اخفض من الأنسولين البشري فيترسب في موقع الحق مما يعطيه تأثيراً مديداً وترسبه عند اعتدال الحموضة يمنع من استعماله وريدياً أو خلطه مع غيره، ويمتاز بأنه أكثر بطئاً من NPH أنسولين وله خط مسطح لتركيزه بالدم فليس له فترة ذروة كباقي أنواع الأنسولينات، ويوجد نوع آخر قيد التجربة السريرية له سلسلة جانبية من الحموض الدسمة تمكنه من الارتباط بالألبومين المتصل بالأنسجة في موقع الحقن وله ميزان مشابهة للغلارجين أنسولين.
- ملاحظة 2 المضخة المستمرة للأنسولين تحت الجلد لا يستخدم فيها إلا السريع أو السريع جداً، وتضبط على إيصال جرعات متفاوتة على مدى 24 ساعة ودفعات كبيرة قبل الوجبات.

إن الكمية غير الكافية من الأنسولين ستسبب ارتفاع السكر في الدم وتعرض المريض لاحتمال مخاطر الاختلاطات الخطيرة من حماض كيتوني واعتلال كلوي واعتلال لشبكية العين، ولهذا يجب تعليم المريض كيفية تعديل جرعة الأنسولين ليتجاوب مع مناطرة السكر الذاتية ومحتويات الوجبة والتمارين الرياضية والمرض «وفي بعض الدول توكل هذه المهمة، وغيرها من متابعات للأمراض المزمنة، للصيادلة المؤهلين»
معظم المصابين بالنمط الثاني من السكري أناس بدينون وأول خطوة علاجية لهم هو نظام غذائي صحي لإنقاص الوزن، فإن لم نحصل على جدوى يضاف للنظام الغذائي أدوية خفض السكر الفموية بأنواعها (انظر الجدول المرفق)، كما يمكن استخدام مزيج منها لأنها تؤثر بطرق مختلفة فتكمل بعضها البعض أو استخدام مزيج من الأدوية الفموية والأنسولين أو الأنسولين مفرداً.
ويتجاذب عاملان على اختيار العلاج البدئي هما مقاومة الأنسولين (فيعطى رافعات الاستجابة للأنسولين مثل البيغوانيدات والتيازوليدنيونات) وارتفاع سكر الدم (فيعطى محرضات إفراز الأنسولين مثل مركبات السلفونيل يوريا والميغليتينيدات) (انظر الجدول المرفق) وقد تدعو الحاجة لإضافة الأنسولين لإحكام السيطرة على سكر الدم.
تعطى العوامل الفموية لعلاج السكري مرتين إلى ثلاث مرات يومياً قبل الوجبات ما عدا زمرة التيازوليدنيونات فتعطى مرة واحدة يومياً.
وقد يعطى الأنسولين المتوسط فقط مساءً للنمط الثاني للوقاية من ارتفاع السكر الصيامي وهذا خلافاً لمرضى النمط الأول الذي قد يحدث لديهم نقص سكر ليلي ونظراً لمقاومة الأنسولين فإن الجرعة تكون أعلى غالباً منها في حالة مرضى النمط الأول (> 0,5 وحدة لكل كيلوغرام)، وهنالك تفصيلات أخرى ننصح الإخوة الصيادلة بمتابعتها في كتب علم الأدوية بطبعاتها الحديثة أو بمراجعة مواقع المعلومات التخصصية على الشبكة العالمية.

## الأنسولين
عادة يُعطى تحت الجلد، إمّا عبر الحقن أو مضخة الأنسولين. يتم البحث الآن في طرق الإعطاء الأخرى. في الحالات الحادة يمكن إعطاءه وريدياً. بشكل عام يوجد ثلاثة أنماط من الأنسولين، يتم تمييزها بواسطة معدل إستقلابها في الجسم. هم: أنسولين سريع المفعول، أنسولين متوسط المفعول، وأنسولين مديد المفعول.
أمثلة عن الأنسولين سريع المفعول:
- أنسولين نظامي (بالإنجليزية: Regular insulin)‏ (هومولين آر (بالإنجليزية: Humulin R)‏, نوفولين آر (بالإنجليزية: Novolin R)‏).
- أنسولين ليسبرو (بالإنجليزية: lispro)‏ (هومالوغ (بالإنجليزية: Humalog)‏).
- أنسولين أسبارت (بالإنجليزية: aspart)‏ (نوفولوغ (بالإنجليزية: Novolog)‏).
- أنسولين غلوليسين (بالإنجليزية: glulisine)‏ (أبيدرا (بالإنجليزية: Apidra)‏).
- أنسولين زنك سريع (بالإنجليزية: Prompt insulin zinc)‏ (سيميلنت (بالإنجليزية: Semilente)‏, بطيء المفعول قليلاً).

أمثلة عن الأنسولين متوسط المفعول:
- أنسولين إيزوفين (بالإنجليزية: Isophane insulin)‏, هيجدورن بروتامين متعادل (بالإنجليزية: neutral protamine Hagedorn (NPH))‏ (هومولين ن (بالإنجليزية: Humulin N)‏, نوفولين ن (بالإنجليزية: Novolin N)‏).
- أنسولين زنك (لنت (بالإنجليزية: Lente)‏).

أمثلة عن الأنسولين مديد المفعول:
- أنسولين زنك مديد (ألترالنت (بالإنجليزية: Ultralente)‏).
- أنسولين غلارجين (لانتوس (بالإنجليزية: Lantus)‏).
- أنسولين ديتيمير (بالإنجليزية: detemir)‏ (ليفيمير (بالإنجليزية: Levemir)‏).

## الأدوية الفموية الخافضة للسكر
مضادات السكري (بالإنجليزية: Anti-Diabetic Drug)‏ أو العوامل الفموية الخافضة للسكر (بالإنجليزية: Oral Hypoglycemic Agent)‏ هي الأدوية المستخدمة رسميا لمعالجة داء السكري (بالإنجليزية: Diabetes Mellitus)‏. تعمل هذه الأدوية عادة على خفض مستويات الغلوكوز في الدم. وتحوي عدة أنواع مختلفة يعتمد استخدام كل نوع على طبيعة ونوع داء السكري، عمر ووضع المريض، إضافة لعوامل أخرى مثل وجود أمراض أخرى يعاني منها المريض.

## محرضات إفراز الأنسولين
لم تورد المصادر الحديثة مادة الغليبنكلاميد بسبب إهمال استعمالها لطول عمرها النصفي وكثير من المصادر أهملت ذكر الجيل الأول للسلفونيل يوريا لنفس السبب ولكن المصادر التابعة لمنظمة الصحة العالمية تعتمد استخدام الغليبنكلاميد.

### مركبات السلفونيل يوريا
مركبات السلفونيل يوريا هي أوّل الأدوية الفموية المضادة لداء السكري المستخدمة بشكل واسع. تُحرِّض تحرّر الأنسولين عبر تثبيط قنوات البوتاسيوم الحسَّاسة للATP في خلايا بيتا البنكرياسية. تمّ تسويق ثمانية أنماط منها في أمريكا الشمالية، لكن لم تبق جميعها متاحة. تُستخدَم الآن أدوية الجيل الثاني بشكل شائع. فهي تمتلك فعالية أعلى وتأثيرات جانبية أقل من الجيل الأوّل. كل الأصناف تسبب زيادة في الوزن. اكتشفت دراسة في عام 2012 أن مركبات السلفونيل يوريا تزيد خطورة الموت بالمقارنة مع الميتفورمين. ترتبط بشدة بالبروتينات البلازمية. تكون مفيدة فقط في النمط الثاني من السكري لأنها تحرض الإفراز الداخلي للأنسولين. وتعمل بشكل أفضل في حالة المرضى الذين عمرهم أكثر من 40 سنة وعمر مرضهم أقل من عشر سنوات. لا تستخدم في النمط الأول من السكري أو عند الحامل المصابة بالسكري. يمكن استعمالها بشكل آمن مع الميتفورمين أو الغليتازونات. التأثير الجانبي الرئيسي هو إنخفاض سكر الدم. يتراوح الانخفاض المثالي في قيم الخضاب السكري من أجل مركبات الجيل الثاني بين 1.0-2.0%.
الجيل الأول (بالإنجليزية: First-generation agents)‏:
- أسيتوهكساميد واسمه التجاري دايميلور (بالإنجليزية: Acetohexamide)‏؛(بالإنجليزية: Dymelor)‏
- كلوبروباميد واسمه التجاري ديابنز (بالإنجليزية: Chlorpropamide)‏؛(بالإنجليزية: Diabinese)‏
- تولازاميد واسمه التجاري تولينيز (بالإنجليزية: Tolazamide)‏؛(بالإنجليزية: Tolinase)‏
- تولبيوتاميد واسمه التجاري أورينيز (بالإنجليزية:  Tolbutamide)‏؛(بالإنجليزية: Orinase)‏
- الجيل الثاني من مركبات السلفونيل يوريا (بالإنجليزية: Second generation agents)‏:
- غليمبريد واسمه التجاي أماريل (بالإنجليزية: Glimperide)‏؛ (بالإنجليزية: Amaryl)‏
- جليبيزايد واسمه التجاري جلوكوترول (بالإنجليزية: Glipizide)‏؛(بالإنجليزية: Glucotrol)‏
- جليبيريد وأسماؤه التجارية ديابيتا، ميكرونيز، جلاينيز (بالإنجليزية: Glyburide)‏؛ (بالإنجليزية: Diabeta)‏, (بالإنجليزية: Micronase)‏, (بالإنجليزية: Glynase)‏

وللغليبيزيد نوع مديد التحرر، كما أن الغليبوزيد يوجد منه نوع ناعم الأجزاء.

### الميغليتيدات
تزيد الميغليتيدات إنتاج الأنسولين من البنكرياس وتدعى عادةً ب «محرضات الإفراز قصيرة المفعول». تؤثر على أقنية البوتاسيوم ذاتها التي تؤثر عليها مركبات السلفونيل يوريا لكن على مواقع ارتباط مختلفة.
يؤدي إغلاق قنوات البوتاسيوم في خلايا بيتا البنكرياسية، إلى فتح قنوات الكالسيوم، وبالتالي تعزيز إفراز الأنسولين. يتراوح الانخفاض المثالي لقيم الخضاب السكري (A1C) بين 0.5-1.0%.
تمتاز بسرعة التأثير فتعطى قبل كل وجبة ورغم أنها ليست من السلفونيل يوريا لكنها تبدي خواص مشابهة لها
- ريباجلينيد (بالإنجليزية: Repaglinide)‏
- ناتيجلينيد (بالإنجليزية:  Nateglinide)‏

## رافعات التجاوب للأنسولين
أو مقويات حساسية الخلايا للأنسولين. تعالج المشكلة الجوهرية في داء السكري النمط الثاني - مقاومة الأنسولين.

### البيغوانيدات
تُقلِّل البيغوانيدات نتاج الغلوكوز الكبدي وتزيد قبط الغلوكوز في المحيط، متضمناً العضلات الهيكلية. بالرغم من أنّها تُستعمل بحذر عند المرضى المصابين بعلل الوظيفة الكبدية أو الكلوية، يُعد الميتفورمين العامل المُستخدم بشكل شائع جداً لعلاج داء السكري النمط الثاني عند الأطفال والمراهقين.
من بين أدوية السكري الشائعة، الميتفورمين هو الدواء الفموي الوحيد المستعمل بشكل واسع دون أن يُسبب زيادة في الوزن. يتراوح الانخفاض المثالي في قيم الخضاب السكري (A1C) عند استعمال الميتفورمين بين 1.5 - 2.0%
- ربما يكون الميتفورمين (غلوكوفيج (بالإنجليزية: Glucophage)‏) الخيار الأفضل للمرضى المصابين بفشل قلبي,[3] لكن يجب أن يُقطَع مؤقتاً قبل أي إجراء تصوير شعاعي يتضمن حقن اليود وريدياً للكشف، بسبب زيادة خطورة حدوث الحماض اللبني عند المرضى.

بعض الأمثلة:
- فينفورمين ((بالإنجليزية: DBI)‏) كان يستعمل من عام 1960 إلى 1980, لكن تم سحبه بسبب خطورة الحماض اللبني.[4]
- أيضاً تم سحب بوفورمين بسبب خطر الحماض اللبني.[5]

عادةً الميتفورمين هو الخط العلاجي الأول لداء السكري النمط الثاني. بشكل عام، يتم وصفه الآن عند التشخيص الأولي بالمشاركة مع التمرين والنظام الغذائي، بينما في الماضي كان يُوصف بعد أن يفشل التمرين والنظام الغذائي في تدبير المرض.
يوجد منه صيغ تحرر مباشر وصيغ تحرر مديد، تُدخَّر من أجل المرضى الذين يعانون من آثار جانبية هضمية. مُتاح أيضاً بالمشاركة مع الأدوية الخافضة لسكر الدم الأخرى.

### التيازوليدينديونات
تُعرف أيضاً بالغليتازونات ((بالإنجليزية: glitazones)‏). ترتبط بمستقبلة غاما المنشطة بتكاثر البيروكسية (PPARγ), نوع من البروتينات المُنظِّمة النوويّة المُكتنفَة في انتساخ الجينات التي تُنظِّم إستقلاب الدسم والغلوكوز. تؤثر هذه المستقبلات (PPARs) على العناصر المستجيبة لتكاثر البيروكسية (PPRE).
تؤثِّر العناصر المُستجيبة لتكاثر البيروكسيّة في الجينات الحسّاسة للأنسولين، التي تُعزِّز إنتاج الرنا المرسال ((بالإنجليزية: mRNAs)‏) للأنزيمات المعتمدة على الأنسولين. النتيجة النهائية هي استخدام أفضل للغلوكوز من قبل الخلايا.
يتراوح الانخفاض المثالي لقيم الخضاب السكري (A1C) بين 1.5 - 2%.
- روزيغليتازون (أفانديا (بالإنجليزية: Avandia)‏): نصحت وكالة الأدوية الأوروبية في أيلول 2010 بإيقافه في السوق الأوروبية بسبب المخاطر الوعائية القلبية المرتفعة.[7]
- بيوغليتازون (أكتوس (بالإنجليزية: Actos)‏)
- تروغليتازون (ريزولين (بالإنجليزية: Rezulin)‏): كان يستعمل في تسعينيات القرن الماضي ولكن تم سحبه بسبب خطر التلف والالتهاب الكبدي[8]

لقد أسفرت العديد من الدراسات الاستعادية حول مأمونية الروزيغليتازون، إلى أنه بالرغم من التأثيرات النافعة على مرضى السكري في المجموعة ككلّ، إلا أنه يوجد زيادة في عدد الحوادث القلبية الحادة عند المرضى المتناولين له. أظهرت دراسة ADOPT أن المعالجة البدئية بالأدوية من هذا الصنف ربما تمنع تفاقم المرض, كما فعلت تجربة DREAM.
نشأت الشكوك حول مأمونية الروزيغليتازون عندما تم نشر تحليل ميتا استعادي في صحيفة نيو إنغلاند للطب (the New England Journal of Medicine).
كان يوجد عدد من المنشورات وقتها، وصوتت لجنة منظمة الغذاء والدواء FDA, مع بعض المعارضة، بنسبة 20:3 أن الدراسات المتاحة «دعمت مؤشر الخطر», لكن صوتت بنسبة 22:1 لإبقاء الدواء في السوق. لم يُدعم تحليل ميتا بواسطة تجربة تحليل مؤقت مُصمّم لتقييم القضيّة، ولقد فشلت العديد من التقارير الأخرى في إنهاء الخلاف. قلّلت هذه البينة الضعيفة للتأثيرات الضائرة من استعمال الروزيغليتازون، على الرغم من تأثيراته المهمة والمديدة على ضبط سكر الدم. دراسات المأمونية مستمرة الآن.
بنحو معاكس، لقد أظهرت دراسة مسبقة واحدة على الأقل, PROactive 05, أن البيوغليتازون ربما يُنقص الحوادث القلبية عند مرضى السكري النمط الثاني الذين تعرضوا لنوبة قلبية سابقاً.

## مؤخرات امتصاص السكريات
تُعدّ مثبطات خميرة ألفا غلوكوزيداز من أدوية داء السكري لكنّها ليست من العوامل الخافضة للسكر بشكل تقني لأنها لا تملك تأثير مباشر على إفراز الأنسولين أو حساسية الأنسجة له. تعمل عن طريق إبطاء هضم النشاء في الأمعاء الدقيقة، وهذا يؤدي إلى دخول الغلوكوز الناتج عن هضم النشاء إلى المجرى الدموي ببطء أكثر، وتكون فعالة أكثر بوجود ضعف في استجابة الأنسولين وحساسيته. تكون هذه العوامل فعالة وحدها في المراحل المبكرة من تحمل الغلوكوز الضعيف، لكن ربما تكون مفيدة بالمشاركة مع العوامل الأخرى في داء السكري النمط الثاني. يتراوح الانخفاض المثالي في قيم الخضاب السكري بين 0.5-1.0%.
- أكاربوز (بالإنجليزية: Acarbose)‏ بريكوز\غلوكوباي (بالإنجليزية: Precose/Glucobay)‏
- ميجليتول (بالإنجليزية: Miglitol)‏ غليست (بالإنجليزية: Glyset)‏
- فوغليبوز (بالإنجليزية: voglibose)‏

تستخدم هذه الأدوية بشكل نادر في الولايات المتحدة بسبب حدة تأثيراتها الجانبية (تطبل وانتفاخ البطن). توصف بشكل شائع أكثر في أوروبا. وهي فعالة في إنقاص الوزن عبر خفض كمية السكر المُستقلبَة. أظهرت دراسة أن الفطر المطبوخ maitake (غريفولا فروندوسا (بالإنجليزية: Grifola frondosa)‏) يمتلك تأثير خافض لسكر الدم, ربما لأنّ الفطر (بالإنجليزية: mushroom)‏ يؤثّر كمثبّط طبيعي للألفا غلوكوزيداز.

## مضاهئات ببتيدية

نظرة عامة على إفراز الإنسولين

وهي مضاهئات لهرمونات معدية معوية وتعتمد على مبدأ أن الغلوكوز الفموي يحرض إفراز الانسولين أكثر من الغلوكوز الوريدي.

### محاكيات الإنكرتين القابلة للحقن
الإنكرتينات هي محرضات إفراز إنسولين. يوجد جزيئين مرشحين يحققان المعيار ليكونا إنكرتين هما الببتيد المشابه للغلوكاغون-1 (GLP-1) والببتيد المُثبِّط المعدي (الببتيد المحرِّض لإفراز الأنسولين المعتمد على الغلوكوز, GIP). يتم تعطيل كلا الببتيدين (GLP-1, GIP) بسرعة بواسطة إنزيم ببتيداز-4 ثنائي الببتيد (DD-4).

#### مضاهئات ونواهض الببتيد المشابه للغلوكاغون القابلة للحقن
ترتبط نواهض الببتيد المشابه للغلوكاغون إلى مستقبل GLP الغشائي. نتيجة لذلك يزداد تحرُّر الإنسولين من خلايا بيتا البنكرياسية. يمتلك الببتيد المشابه للغلوكاغون داخلي المنشأ عمر نصف يقدر بعدة دقائق فقط، وبالتالي لن يكون مضاهئ الGLP عملي.
- إكسيناتيد Exenatide (أيضاً إكسندين-4, سوِّق باسم Byetta), أول ناهض للببتيد المشابه للغلوكاغون-1 (GLP-1), تم ترخيصه لعلاج السكري النمط الثاني. ليس مضاهئاً للببتيد المشابه للغلوكاغون GLP فقط ولكن أيضاً ناهض للGLP.[22][23] يشابه الإكسيناتيد الببتيد المشابه للغلوكاغون بنسبة 53% فقط، يؤدي هذا إلى زيادة مقاومته للتدرك بإنزيم الببتيداز-4 ثنائي الببتيد (DPP-4) وإلى إطالة عمره النصفي.[24]

يتراوح الانخفاض النموذجي في قيم الخضاب السكري A1C بين 0.5-1%.
- ليراجلوتايد Liraglutide، مضاهئ بشري وحيد الجرعة يومياً (نسبة التماثل 97%)، تم تطويره بواسطة شركة نوفو نورديسك باسم تجاري فيكتوزا Victoza. تم ترخيص المنتج من قبل وكالة الأدوية الأوروبية (EMEA) في 3 تموز, 2009, ومن قبل منظمة الغذاء والدواء الأمريكية (FDA) في 25 كانون الثاني, 2010.[25][26][27][28][29][30]
- تازبوغلوتيد Taspoglutide، هو الآن في الطور الثالث من التجارب السريرية بواسطة شركة هوفمان-لاروتشي.

ربما تسبب هذه العوامل انخفاضاً في حركية المعدة، وهو المسؤول عن التأثير الجانبي الشائع، الغثيان، ومن المحتمل أنه الآلية المسؤولة عن انخفاض الوزن.

#### مضاهئات الببتيد المثبِّط المعدي
- لم ترخص منظمة الغذاء والدواء الأمريكية أيّاً منها.

#### مثبطات إنزيم الببتيداز-4 ثنائي الببتيد
أدّت مضاهئات GLP-1 إلى انخفاض الوزن وامتلكت تأثيرات جانبية هضمية أكثر، بينما لم تمتلك مثبطات DPP-4 بشكل عام أي تأثير على الوزن وزادت من خطر حدوث العدوى والصداع، لكن كلا الصنفين يمكن أن يُقدّم كبديل عن الأدوية المضادة للسكري الأخرى. على أي حال، لوحظ حدوث زيادة في الوزن أو\و هبوط سكر الدم عندما تُعطى مثبطات DPP-4 مع أدوية السلفونيل يوريا؛ ما يزال التأثير على الصحة طويلة الأمد ومعدلات المراضة غير معلوم. تزيد مثبطات الببتيداز-4 ثنائي الببتيد (DPP-4) التركيز الدموي للإنكرتين GLP-1 عبر تثبيط تدركه بواسطة إنزيم الببتيداز-4 ثنائي الببتيد.
- فيلداغلبتين vildagliptin (غالفوس Galvus) تم ترخيصه أوروبيّاً في عام 2008.
- سيتاغلبتين sitagliptin (جانوفيا Januvia) رخصته منظمة الغذاء والدواء في أوكتوبر 2006.
- ساكساغلبتين saxagliptin (أونغليزا Onglyza) رخصته منظمة الغذاء والدواء في تموز 2009.
- ليناغلبتين linagliptin (ترادجينتا Tradjenta) رخصته FDA في 2, أيار,2011.
- ألوغلبتين allogliptin
- سيبتاغلبتين septagliptin

تُقلِّل مثبطات DPP-4 قيم الخضاب السكري A1C بمقدار 0.74%, بالمقارنة مع الأدوية المضادة للسكري الأخرى. أظهرت نتيجة دراسة واحدة RCT شملت 206 مريض عمرهم 65 سنة أو أكبر (القيمة القاعدية المتوسطة للخضاب السكري 7.8%) يتناولون السيتاغلبتين بجرعة 50 أو 100 مغ\يوم حدوث انخفاض في قيمة الخضاب السكري بمقدار 0.7% (نتيجة متوافقة في كلا الجرعتين).
أظهرت النتيجة المتوافقة لخمس دراسات لتجارب منضبطة معشاة (RCT) تطوع فيها 279 مريض عمرهم 65 سنة أو أكبر (القيمة القاعدية المتوسطة للخضاب السكري 8%) يتناولون 5 مغ\يوم ساكساغلبتين حدوث انخفاض في قيمة الخضاب السكري بمقدار 0.73%.
وأظهرت النتيجة المتوافقة لخمس دراسات RCT تطوع فيها 238 مريض عمرهم 65 سنة أو أكبر (القيمة القاعدية المتوسطة للخضاب السكري 8.6%) يتناولون 100 مغ\يوم فيلداغلبتين حدوث انخفاض في قيمة الخضاب السكري بمقدار 1.2%.
أظهرت مجموعة أخرى من دراسات RCT مشتركة تكتنف ألوغلبتين (لم يرخص بعد، ربما يعرض للبيع في 2012) حدوث انخفاض في قيمة الخضاب السكري بمقدار 0.73% عند 455 مريض عمرهم 65 سنة أو أكبر تناولوا الدواء بجرعة 12.5 أو 25 مغ\يوم.

### مضاهئات الأميلين القابلة للحقن
تبطئ مضاهئات الأميلين الإفراغ المعدي وتكبت الغلوكاغون. تمتلك كل أفعال الإنكرتينات باستثناء تحفيز إفراز الأنسولين. البراملينتيد pramlintide هو مضاهئ الأميلين الوحيد المتاح سريرياً. مثل الإنسولين، يُعطى بطريق الحقن تحت الجلد. الأثر الضائر الأكثر حدة وتكراراً للبراملينتيد هو الغثيان، الذي يحدث عند بداية العلاج وينخفض تدريجياً. الانخفاض النموذجي في قيم الخضاب السكري بين 0.5-1%.

## طارحات الغلوكوز
تحصر مثبطات إنزيم SGLT-2 عودة قبط الغلوكوز في النبيبات الكلوية، معززةً فقد الغلوكوز في البول. وبالتالي تؤدي إلى فقد وزن معتدل وانخفاض معتدل في مستويات السكر الدموية مع خطورة ضئيلة لهبوط سكر الدم.
من التأثيرات الجانبية الشائعة عدوى القناة البولية.
- كاناجليفلوزين Canagliflozin (انفوكانا - رُخِّص من قبل FDA في آذار 2013).
- داباغليفلوزين Dapagliflozin (سوِّق في أوروبا باسم فوركسيغا Forxiga).

## مواد طبيعية

### النباتات
تم دراسة عدد من النباتات الطبية لعلاج السكري، ومع ذلك لا يوجد دليل كافي لتقرير فعاليتها.
تمتلك القرفة خصائص خافضة لسكر الدم، ومع ذلك غير معلوم فيما إذا هي مفيدة في علاج السكري.
اكتشف باحثون من جامعة سواينبرن الأسترالية أن خلاصات من شجرة الصندل الأسترالية وشجرة الكينو الهندية تخفض فعالية إنزيمين رئيسيين في استقلاب الكربوهيدرات.
أدت تقنيات التجزيء المباشر في المقايسة البيولوجية إلى عزل إيزوأورينتين كمكوّن رئيسي خافض لسكر الدم في جينتيانا أوليفيري Gentiana olivieri.

### العناصر
لا يوجد تأثير مفيد لمتممات الكروم عند الأصحاء، بينما ربما تحسن استقلاب الغلوكوز عند المصابين بداء السكري، على الرغم من بقاء دليل هذا التأثير ضعيف.
مازالت كبريتات الفاناديوم في مرحلة الدراسات التمهيدية. يوجد بحث بدئي أن الثيامين ربما يمنع بعض مضاعفات السكري، مازال يحتاج لدراسة أكثر.

## الأسماء الجنيسة
تتوفر العديد من الأدوية المضادة للسكري كأسماء جنيسة. تشمل:
- السلفونيل يوريا - غليمبيريد، غليبيزيد، غليبوريد
- البيغوانيدات - ميتفورمين
- الثيازوليدينديونات (Tzd) - بيوغليتازون، الاسم الجنيس أكتوس.
- مثبطات ألفا-غلوكوزيداز - أكاربوز
- ميغليتينيدات - ناتغلينيد.